# Jake Hunter Detective Story: Memories of the Past
Jake Hunter Detective Story: Memories of the Past (Tantei Jingūji Saburō DS: Inishie no Kioku) est un jeu vidéo d'aventure développé par WorkJam et édité par Aksys Games, sorti en 2007 sur Nintendo DS.
Il fait partie de la série Jake Hunter.

## Accueil
- Adventure Gamers : 4/5[1]
- IGN : 7,9/10[2]